# Echinoderes gerardi
Echinoderes gerardi är en djurart som tillhör fylumet pansarmaskar, och som beskrevs av Higgins 1978. Echinoderes gerardi ingår i släktet Echinoderes och familjen Echinoderidae. Inga underarter finns listade i Catalogue of Life.